# BPR

Diagram över en BPR-cykel.

BPR är en akronym för Business Process Re-engineering, som syftar till att skapa en arbetsprocess som omfattar samtliga funktioner inom organisationen. En definition är "nyutformning av organisationen utmed horisontella processer". En annan är att “BPR är en radikal förändring av organisationsprocesser för att uppnå en drastisk förbättring inom ett företag där varierande verktyg och tekniker kan användas för att uppnå detta.  Begreppet introducerades för första gången 1990 i en artikel i Harvard Business Review, av Michael Hammer. 
Horisontella processer syftar inom BPR på arbetsuppgifter som är beroende av varandra på så sätt att de måste koordineras för att omvandla organisationens resurser till produkter som är nyttiga för kunden. Om de olika uppgifterna i en process är uppdelade i olika delar av organisationen splittras processerna och ingen har helhetsansvar för processen och slutresultat. För att förhindra detta förändrar man organisationsstrukturen utifrån de horisontella processerna.
Istället för specialiserade enheter använder man sig av processteam som samarbetar genom hela processer. Enskilda anställda förväntas utföra flera sammanhängande uppgifter och ta ansvar för processen som helhet. Kontrollen av medarbetarna fokuserar mer på att kontrollera resultatet än att kontrollera hur uppgifterna blir utförda. Organisationen blir mer platt och mindre byråkratisk; ledare inom organisationen förväntas motivera och inspirera de anställda.

## Bakgrund
Michael Hammer gav år 1994 ut boken Reengineering the Corporation, tillsammans med James Champy där de definierar BPR som: “grundläggande nytänkande och radikal omläggning av arbetsrätten för att uppnå markanta förbättringar inom centrala områden i våra dagars produktionsprocess, som kostnader, kvalitet, service och snabb leverans." Anledningen till att utvecklingen av BPR var kritik mot den funktionella specialiseringen, något som var väl utbrett i många olika organisationer. Inom dessa funktionsorganisationer råder tydlig uppdelning av organisationens olika arbetsuppgifter. Denna uppdelning skapar smalspåriga arbetsprocesser som inte styrs mot organisationens mål eller syfte. De olika avdelningarna fokuserar helt enkelt på sin egen del av organisationen utan att ta hänsyn till vart organisationen strävar. 

## Kritik
Begreppet blåstes snabbt upp men ramlade fort av listan bland populära strukturmodeller inom organisationsteorin. Anledningarna till detta var flera. Främst berodde det troligen på en överdriven optimism och tunnelseende när man såg på möjligheterna att förändra för att effektivisera en verksamhet. Processkartor och förändringsarbete implementerades men vikten av verksamhetens kultur och behovet av att faktiskt förankra förändringar hos medarbetarna åsidosattes. Den här något teknokratiska synen på verksamhetsutveckling har fått kritiker att likna BPR med ett nyupptäckande av taylorismen. 

### Fotnoter
1. ↑  Jacobsen et al. (2008), s. 118
2. ↑  O'Neill, Peter; Sohal, Amrik S. (1999-09-01). ”Business Process Reengineering A review of recent literature”. Technovation 19 (9):  sid. 571–581. doi:10.1016/S0166-4972(99)00059-0. http://www.sciencedirect.com/science/article/pii/S0166497299000590. Läst 19 oktober 2017.
3. ↑  Terziovski, Milé; Fitzpatrick, Paul; O’Neill, Peter (2003-04-11). ”Successful predictors of business process reengineering (BPR) in financial services”. International Journal of Production Economics 84 (1):  sid. 35–50. doi:10.1016/S0925-5273(02)00378-X. http://www.sciencedirect.com/science/article/pii/S092552730200378X. Läst 19 oktober 2017.
4. 1 2  Jacobsen et al. (2008), s. 118-119
5. 1 2  Bakka et al. (2006). Organisationsteori. sid. 297
6. ↑  ”BPR (Business Process Reengineering) | Chef”. Chef. 18 februari 2008. https://chef.se/bpr-business-process-reengineering/. Läst 19 oktober 2017.